# Verona Volley
Il Verona Volley è una società pallavolistica maschile italiana con sede a Verona: milita nel campionato di Superlega.

## Storia
Il Verona Volley viene fondata il 27 maggio 2021: grazie all'acquisto del titolo sportivo dalla NBV, ottiene il diritto di partecipazione alla Superlega, nella quale esordisce nella stagione 2021-22; nell'annata 2022-23 si qualifica per la prima volta sia per la Coppa Italia, dove viene eliminata nei quarti di finale dalla You Energy, che i play-off scudetto, uscendo nella serie dei quarti di finale sconfitta dalla Lube.
Nella stagione 2024-25 raggiunge la finale in Coppa Italia, gara poi persa contro la Lube.

## Rosa 2025-2026
| N° | Nome              | Ruolo | Data di nascita  | Nazionalità sportiva |
| -- | ----------------- | ----- | ---------------- | -------------------- |
| 1  | Aidan Zingel      | C     | 19 novembre 1990 | Italia               |
| 2  | Lorenzo Cortesia  | C     | 26 luglio 1999   | Italia               |
| 3  | Marco Valbusa     | C     | 6 ottobre 2005   | Italia               |
| 4  | Fabrizio Gironi   | O     | 18 marzo 2000    | Italia               |
| 5  | Uroš Planinšič    | P     | 9 maggio 1998    | Slovenia             |
| 6  | Francesco D'Amico | L     | 9 ottobre 1999   | Italia               |
| 9  | Noumory Keita     | S     | 26 giugno 2001   | Mali                 |
| 10 | Francesco Sani    | S     | 16 luglio 2002   | Italia               |
| 11 | Micah Christenson | P     | 8 maggio 1993    | Stati Uniti          |
| 15 | Pietro Bonisoli   | L     | 11 febbraio 2005 | Italia               |
| 16 | Lukas Glatz       | S     | 5 gennaio 2005   | Austria              |
| 17 | Marco Vitelli     | C     | 4 aprile 1996    | Italia               |
| 18 | Darlan de Souza   | O     | 24 giugno 2002   | Brasile              |
| 19 | Rok Možič         | S     | 17 gennaio 2002  | Slovenia             |